# Punk’d – SztÁruló
A Punk'd vagy Punk’d – SztÁruló (kiejtése: "pánkd") amerikai "kandikamerás" sorozat, amelyet Ashton Kutcher és Jason Goldberg készített az MTV számára. Kutcher egyben a műsor házigazdája is volt. 
A műsorban egyszerű emberek különféle hírességeket tréfálnak meg váltakozó módokon. Témája hasonlít a kanadai Nevess csak!, valamint az amerikai Candid Camera és TV's Bloopers and Practical Jokes sorozatokéhoz. A Punk'd-nak két változata volt. Az eredeti sorozat 2003. március 17-től 2007. május 5-ig futott, azonban az MTV törölte a műsorról. Az új verziót is az MTV vetítette, 2012. március 29-től 2012. június 7-ig. 2015-ben az MTV társadója, a BET újraindította a sorozatot. A legújabb változat 2015. augusztus 18-án indult. 
11 évada jelent meg, 94 epizóddal, melyek mindegyike 23 perces. Magyarországon a Cool TV mutatta be.